# Rhodometra subsacraria
Rhodometra subsacraria là một loài bướm đêm trong họ Geometridae.